# Галерија „Beoart-Liveart”
Галерија „Beoart-Liveart” је установа културе у Београду. Налази се у улици Булевар Краља Александра 171/38 и 173/06.

## Историја
Галерија „Beoart-Liveart” је основана 2009. године и бави се континуитетима у савременој домаћој уметности са тежњом ка развијању комуникације и сарадње са циљем да призову публику ради куповине. Током досадашњег рада и установљавања Уметничког савета, галерија „Beoart-Liveart” је развила тим стручних сарадника на различитим сегментима: излагачким активностима, продаји ауторских и оригиналних уметничких дела, организацијом хуманитарних акција, организацијом манифестација, аукцијском делатношћу, организацијом ликовних и креативних радионица, сарадњом са волонтерима, медијском промовисању аутора (штампани, електронски медији и телевизија), продукцијом промо-материјала за изложбе (каталози, постери, позивнице, видео прилози за интернет и телевизију) и израдом по наруџбини. После седам година пословања основали су Удружење „BeoArt Contemporary” са истим циљевима и проширеним активностима. Уметнички савет галерије чине историчарке уметности Биљана Јотић и Ксенија Кастратовић, академска сликарка Сунчица Марковић, магистарка конзервације и рестаурације Данијела Милосављевић и академски сликар Војислав Радовановић. У сарадњи са Културним центром Београда и Културним центром Новог Сада, са циљем промоције уметника млађих генерација галерија „Beoart-Liveart” је проширила своје делатности манифестацијама „Belgrade Open Art” и „Novi Sad Open Art”. Организовали су трибине „Културна баштина, млади и тржиште”, „Уметност и аутизам”, „Савремени наратив у скулптури”, „Појам континуитета” и „Медиални дух у савременом стваралаштву”, изложбе „Медиала: Некад и сад” и „Кроз воду” Иване Живић Јерковић, као и регионални пројекат „Уметност на папиру”.